# Tersono (plaats)
Tersono is een bestuurslaag in het regentschap Batang van de provincie Midden-Java, Indonesië. Tersono telt 2687 inwoners (volkstelling 2010).